# Micaela (cantante)
Ana Micaela Moreira Figueiredo (Cova da Piedade; 22 de junio de 1979) conocida simplemente por Micaela, es una cantante portuguesa de pimba.

## Biografía
Micaela nació el 22 de junio de 1979 en la parroquia de Cova da Piadade, en Almada. Inició su carrera musical a los seis años en un espectáculo en Barril do Alva, en el distrito de Coímbra. En 1991 pasó a formar parte del grupo juvenil "ONDA CHOC", en el que permaneció durante 2 años. En 1995, la editorial Éxito la descubre y, con ella, firma un contrato discográfico. Micaela se desdobla entonces en conciertos —una media de cien por año—, no sólo en España, sino también en el extranjero, especialmente en Francia, Suiza y Alemania, para las comunidades portuguesas.
En 1996, se edita su álbum debut, Menina cigana. Un año después, con Desliga a televisão, cuyas ventas lo hacen llegar a disco de oro. En 1998, Micaela lanza nuevo álbum titulado Chupa no dedo, que la sitúa entre las más populares cantantes nacionales. Del disco, se extrae el single Chupa no dedo, que se convierte en uno de sus mayores éxitos. Al año siguiente regresa con nuevo trabajo, Astral (Altos e Baixos), la primera muestra, con nombre homónimo al disco, es una canción bastante alegre, que, como la propia afirmó, se destina a tirar para arriba el astral de todos los que la escuchen. En el verano de 2000, Micaela surge con un nuevo título, Gu-gu, dá-dá, que sirve, una vez más, de nombre al disco y el primer single extraído de él. El álbum presenta un sonido algo diferente de lo característico de la cantante, que apuesta ahora en ritmos más danzables y actuales.